# Бёрк, Роберт О’Хара
Ро́берт О’Ха́ра Бёрк (англ. Robert O’Hara Burke; 1820—1861) — ирландский путешественник, исследователь Австралии.

## Биография
Родился 6 мая 1820 года в местечке Сан-Кларенс (графство Голуэй, Ирландия), второй сын офицера британской армии, который в 1854 году стал первым британским офицером, погибшим в Крымскую войну.
Роберт О’Хара Берк по примеру своего отца избрал военную карьеру и в мае 1835 года поступил в Королевскую военную академию в Вулвиче. В декабре 1836 года он был командирован в Бельгию для ознакомления со строевой службой бельгийской армии, в 1841 году поступил на службу в Австрийскую армию, где служил в кавалерии, и в 1847 году был произведён в лейтенанты; в том же году, испытывая проблемы со здоровьем, Берк ушёл в отставку и в 1848 году вернулся в Ирландию. По возвращении Берк поступил в корпус Ирландских констеблей и служил в графстве Килдер и затем в Дублине.
В 1853 году Берк эмигрировал в Австралию и поступил на службу в полицию территории Виктория, был полицейским инспектором в Карлсруэ и Бичворте, однако с началом Крымской войны вернулся в Англию и поступил в Королевские вооружённые силы; по окончании военных действий вернулся в Австралию и в декабре 1856 года вновь поступил в полицию.

## Экспедиция Берка и Уиллса
В 1858 году Мельбурнское отделение Королевского географического общества выступило с инициативой исследовать внутренние области Австралии от долины реки Купер до залива Карпентария и выделило на эти цели 2000 фунтов. Берку было предложено возглавить эту экспедицию, кроме него в состав партии вошли заместитель Бёрка Джордж Джеймс Ланделлс, астроном Уильям Джон Уиллс и ботаник и врач Герман Беклер. Всего экспедиция состояла из 19 человек, с 23 лошадьми и 27 верблюдами (специально завезёнными из Афганистана).

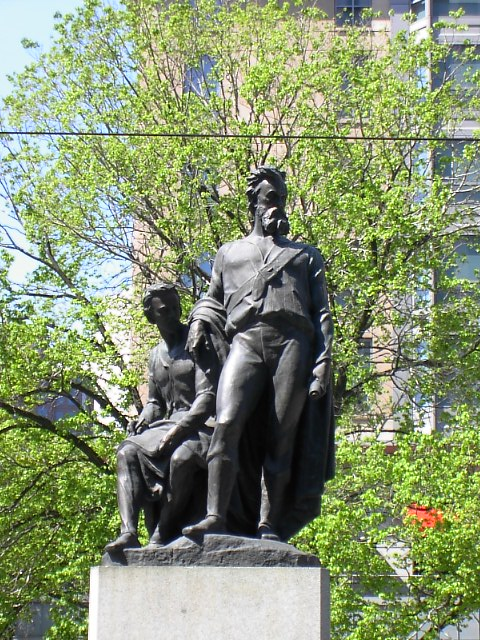
Памятник Берку и Уиллсу в Мельбурне

20 августа 1860 года сборы были закончены и экспедиция покинула Мельбурн. В октябре Берк перешёл реку Дарлинг у Менинди (там был обустроен первый продовольственный склад) и 11 ноября достиг реки Купер, где был устроен второй продовольственный склад, на котором остался Браге, один из спутников Берка. Продолжая движение на север, Берк открыл реку, названную его именем, перешёл водораздел и спустился к реке Флиндерс и спускаясь вдоль её течения 11 февраля вышел к заливу Карпентария в районе города Нормантон. Таким образом Берк явился первым исследователем, сумевшим пересечь Австралийский материк с юга на север.
Тем же путём Берк решил возвращаться назад. В конце июня 1861 года с большими лишениями добравшись до реки Купера, Берк обнаружил, что Браге забрал с собой все их запасы продовольствия. Берк, Уиллс и почти все их спутники умерли от голода.
Только одному из членов экспедиции, Джону Кингу, удалось спастись: его подобрали и выходили австралийские аборигены. В сентябре Кинга нашла спасательная экспедиция Альфреда Хоуитта, посланная из Аделаиды. Благодаря Кингу выяснились обстоятельства смерти Берка и его спутников, в частности было установлено, что Браге ушёл с места стоянки всего за сутки до прибытия Берка. Браге оправдывался тем, что слишком долго ждал Берка и решил, что все они погибли. Хоуитт обнаружил тела Берка и Уиллса, на месте гибели Берка удалось найти его дневник; последняя запись в нём датирована 28 июня 1861 года и рассказывает что за день до этого умер Уиллс, а сам Берк при смерти; эту дату принято считать датой смерти Берка.
В 1862 году Хоуитт вернулся на реку Купер, эксгумировал тела Берка и Уиллса и перевёз в Аделаиду, оттуда на пароходе отправил в Мельбурн, где они были торжественно похоронены.